# Victoria Durá Ojea
Victoria Durá Ojea és una historiadora de l'art nascuda a Madrid l'any 1960.
Formada a la Universidad Complutense, va ser deixebla i col·laboradora de José María de Azcárate. Treballà a la Real Academia de Bellas Artes de San Fernando on feu diverses publicacions dels fons de l'entitat. Establerta després a Terrassa, esdevingué conservadora de la col·lecció de la Reial Acadèmia de Belles Arts de Sant Jordi de Barcelona on ha estat coautora del volum Catàleg del Museu de la Reial Acadèmia de Belles Arts de Sant Jordi. I.- Pintura (1999) i autora única del volum tercer del mateix catàleg dedicat al fons de dibuixos de Lluís Rigalt (2002). Dedicada especialment a l'estudi de l'art acadèmic ha publicat també Vistes de la Barcelona antiga (1998), Lluís Rigalt i Farriols (1814-1894): catàleg dels fons del Museu Municipal Vicenç Ros i L'Enrajolada Casa Museu Santacana, i la Col·lecció Bultó, amb Ferran Balanza (2007) i diversos altres articles i capítols en catàlegs d'exposicions retrospectives i monografies de pintura.
Al 2020 la Reial Acadèmia de Belles Arts de Sant Jordi la va elegir acadèmica corresponent per Madrid, a proposta dels acadèmics Bonaventura Bassegoda i Hugas, Josep Bracons i Clapés, Francesc Fontbona i de Vallescar, i Mireia Freixa i Serra.